# Stora Tusendalstjärnen
Stora Tusendalstjärnen är en sjö i Ljusdals kommun i Hälsingland och ingår i Ljusnans huvudavrinningsområde.